# Magnúsartindur
Magnúsartindur är en bergstopp i republiken Island. Den ligger i regionen Austurland, 400 km öster om huvudstaden Reykjavík. Toppen på Magnúsartindur är 912 meter över havet, eller 157 meter över den omgivande terrängen. Bredden vid basen är 1,5 km.
Runt Magnúsartindur är det mycket glesbefolkat, med 3 invånare per kvadratkilometer. Närmaste större samhälle är Neskaupstaður, omkring 13 kilometer nordost om Magnúsartindur. Trakten runt Magnúsartindur består i huvudsak av gräsmarker.